# Don Carlos (muzyk)
Don Carlos, właściwie Euvin Spencer (ur. 29 czerwca 1952 w Kingston) – jamajski wykonawca muzyki reggae, współzałożyciel legendarnej grupy roots reggae Black Uhuru.

## Życiorys
Urodził się przy Bread Lane we wschodniej części stolicy wyspy. Śpiewaniem zainteresował go ojciec, który pracując w domu jako krawiec, często podśpiewywał sobie przy szyciu ubrań. Gdy Euvin miał 3 lata, wraz z rodzicami przeprowadził się na prowizoryczne osiedle zorganizowane w slumsowej dzielnicy Waterhouse District dla ofiar huraganu. Tam w wieku kilkunastu lat poznał Trevora Shawa, pieśniarza znanego szerzej jako Jimmy London, który skomponował i napisał dla niego dwa pierwsze single: „Please Stop Your Lying” (wyprodukowany przez Joego Gibbsa i Errola Dunkleya) oraz „All My Life” (wyprodukowany przez Bunny’ego Lee). W roku 1972 po raz pierwszy spotkał mieszkających w niedalekim sąsiedztwie Derricka „Duckiego” Simpsona i Rudolpha „Gartha” Dennisa; wkrótce założyli trio wokalne pod nazwą Uhuru. Pierwsze single zespołu nie zyskały jednak uznania słuchaczy i przeszły zupełnie bez echa, wobec czego młodzi muzycy zakończyli współpracę. Jak okaże się kilka lat później, pod nazwą Black Uhuru i w zupełnie innym składzie, formacja ta stanie się jednym z najlepiej rozpoznawalnych symboli muzyki reggae na świecie.
Tymczasem niezrażony pierwszymi niepowodzeniami Spencer postanowił rozpocząć karierę solową. Od tej pory w większości podejmowanych działań wspierał go najlepszy przyjaciel z dzieciństwa, Alric Lansfield, znany raczej pod ksywką „Gold” lub też „Goldielocks”, nadaną mu ze względu na płomiennie rudy kolor dreadów (urodził się w regionie Trelawny, ale często spędzał wakacje u mieszkającej w Waterhouse siostry, później zaś zamieszkał w stolicy na stałe; był nie tylko współproducentem dużej części albumów Don Carlosa, ale także zaśpiewał na wielu z nich). W latach 80. ukazało się aż 12 solowych (po części sygnowanych Don Carlos & Gold) płyt długogrających Spencera, wydanych przez takie wytwórnie jak Negus Roots Records, Greensleeves Records, RAS Records oraz kilka mniejszych labeli.
W roku 1989, podczas jednego z koncertów w Kalifornii, całkowicie przypadkowo spotkał również mających tam wystąpić Simpsona i Dennisa. Spotkanie po latach skłoniło ich do podjęcia próby reaktywacji zespołu w jego pierwotnym kształcie. W efekcie nagrali dla Mesa Records cztery kolejne albumy studyjne: Now (1990), Iron Storm (1991), Mystical Truth (1992) oraz Strongg (1994); do wszystkich ukazały się również wersje dubowe. Mimo iż wszystkie cztery płyty odniosły sukces i były nominowane do nagrody Grammy w kategorii najlepszy album reggae, w połowie lat 90. doszło do osobistego konfliktu na linii Simpson - Don Carlos. W efekcie, w roku 1996 miała miejsce kuriozalna sytuacja, w której na trasę koncertową po USA wyruszyły dwa całkowicie odrębne składy pod nazwą Black Uhuru: jeden firmowany przez Simpsona, drugi zaś przez Don Carlosa i Dennisa. Sprawa znalazła swój ostateczny finał w roku 1997, kiedy to sąd w Los Angeles przyznał wyłączność praw do nazwy Simpsonowi, dodatkowo nakazując Don Carlosowi wypłacić byłemu koledze z zespołu 250 000 $ rekompensaty.
Lata 90. przyniosły zaledwie dwa nowe albumy studyjne muzyka, co zostało jednak w pełni zrekompensowane licznymi trasami koncertowymi. W międzyczasie założył także własny label, nazwany po prostu Don Carlos Records. Jego nakładem wydał w roku 2010 swoją ostatnią jak do tej pory płytę, zatytułowaną Changes.
Podczas swoich europejskich tras koncertowych Don Carlos (wraz ze swoim riddim bandem Dub Vision) czterokrotnie odwiedził Polskę: 23 sierpnia 2007 roku wystąpił w Bielawie podczas 9. edycji Reggae Dub Festivalu, 2 sierpnia 2009 roku dał koncert podczas 15. edycji Przystanku Woodstock, 28 września 2011 roku wystąpił na deskach wrocławskiego klubu Alibi na pierwszej imprezie z cyklu Reggae Live Shows, natomiast 11 sierpnia 2013 roku zaśpiewał podczas 13. edycji Ostróda Reggae Festivalu.